# Rogelio Chávez
Rogelio Alfredo Chávez Martínez (Tula de Allende, Hidalgo, 28 de octubre de 1984) es un exfutbolista mexicano que se desempeñaba en la posición de lateral derecho. Debutó en el Cruz Azul de la Primera División de México. Su último equipo fue el Arka Gdynia de Polonia

## Carrera
El 20 de octubre de 2004 fue la fecha en la que se debutó Rogelio Chávez en el máximo circuito de la Primera División de México en la que se enfrentó al Veracruz.
Con la salida de Ricardo Osorio en el Clausura 2006, Rogelio se quedó con la titularidad, durante el Clausura 2007 y el Apertura 2007 tuvo una muy buena participación en Cruz Azul siendo uno de los principales atacantes del equipo y dando uno que otro pase a gol.
En el torneo Apertura 2009, con la llegada de Enrique Meza al banquillo de Cruz Azul, Rogelio se volvió un titular indiscutible, y cambió de banda, jugando por la derecha, su perfil natural.

### Pachuca
Pachuca confirma la llegada de Chávez, en el Draft realizado en el 2011.

### Atlas de Guadalajara
Para el año 2012 jugó con el equipo Atlas de Guadalajara.

### Cruz Azul
En 2013 regresa al club Cruz Azul después de un año. Tras su regreso, logra ser Campeón con el club de la Copa MX en el Clausura 2013 y de la CONCACAF Liga de Campeones en la temporada 2013-14.
El 2 de abril del 2014, debutó con la Sección Mexicana de Fútbol en contra de los Estados Unidos, en partido realizado en el Estadio de la Universidad de Phoenix, en Arizona. Chávez jugó los 63 minutos de dicho duelo, que terminó empatado 2-2.

### FBC Melgar
El 24 de julio del 2016 fue anunciado como refuerzo del FBC Melgar. Jugó el Torneo Clausura 2016, disputó los Play-off y fue subcampeón del Torneo Descentralizado 2016.

## Clubes
| Club               | País    | Temporada   |
| ------------------ | ------- | ----------- |
| Cruz Azul Hidalgo  | México  | 2003        |
| Cruz Azul Oaxaca   | México  | 2003 - 2004 |
| Cruz Azul F. C.    | México  | 2004 - 2011 |
| C.F. Pachuca       | México  | 2011        |
| Atlas Fútbol Club  | México  | 2012        |
| Cruz Azul F. C.    | México  | 2012 - 2016 |
| FBC Melgar         | Perú    | 2016        |
| Sandecja Nowy Sącz | Polonia | 2018        |
| Arka Gdynia        | Polonia | 2019-2020   |

## Palmarés

### Campeonatos nacionales
| Título      | Club      | País   | Año  |
| ----------- | --------- | ------ | ---- |
| Copa México | Cruz Azul | México | 2013 |

### Campeonatos internacionales
| Título            | Equipo    | Sede           | Año     |
| ----------------- | --------- | -------------- | ------- |
| Copa Panamericana | Cruz Azul | Estados Unidos | 2007    |
| Liga de Campeones | Cruz Azul | México         | 2013-14 |

### Distinciones individuales
| Distinción                                                     | Año  |
| -------------------------------------------------------------- | ---- |
| Balón de Oro como Mejor Defensa Lateral de la Primera División | 2009 |